# Korach

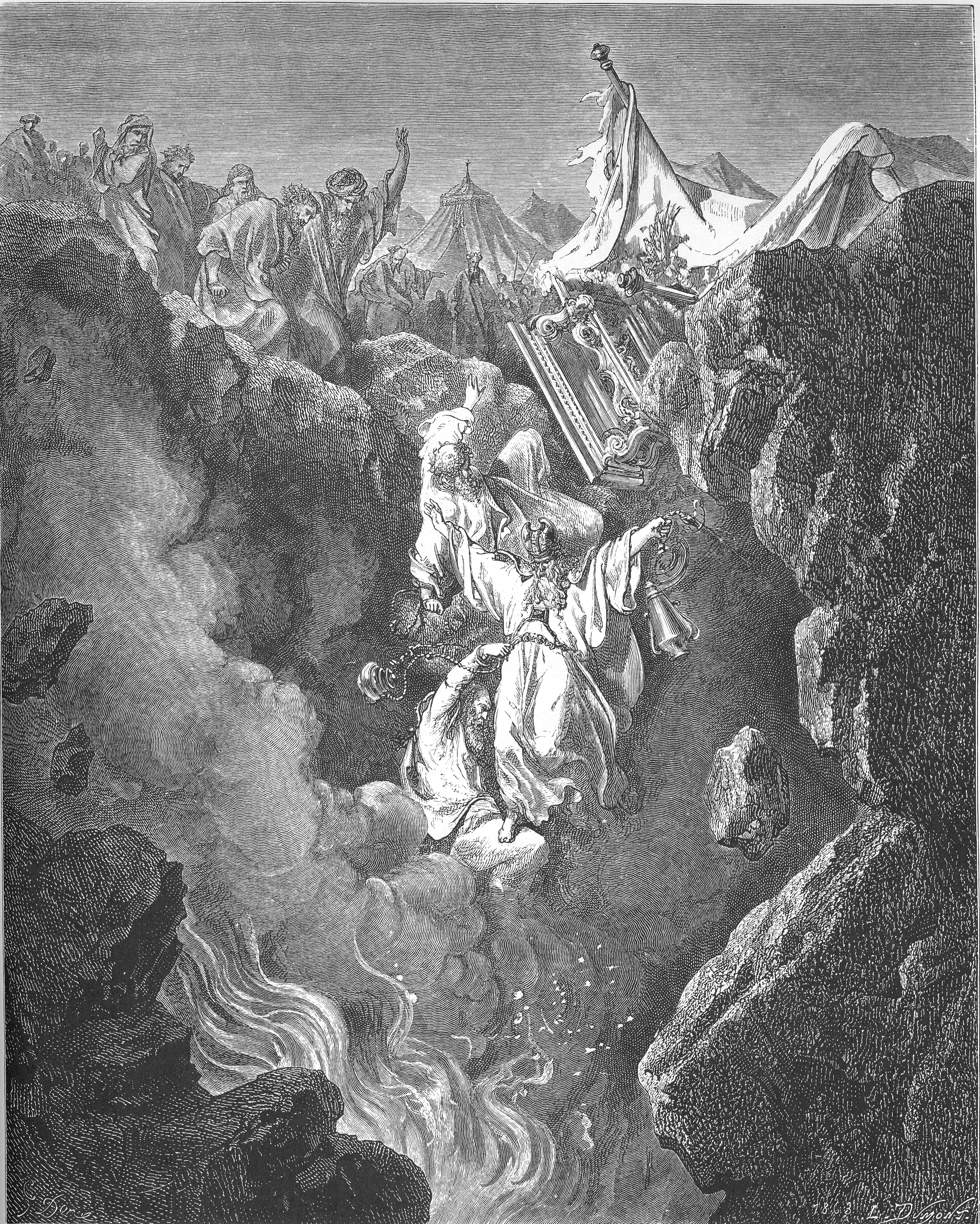
Gustave Doré, Śmierć Koracha, Datana i Abirama, 1866

Korach (hebr. קֹרַח) – postać biblijna ze Starego Testamentu, lewita, syn Jishara i kuzyn Mojżesza (Wj 6,21).
Według Księgi Liczb podczas wędrówki do Ziemi Obiecanej wraz z Datanem, Abiramem i Onem oraz 250 innymi Izraelitami zbuntował się przeciwko władzy Mojżesza i Aarona (Lb 16,1-3). Mojżesz polecił Korachowi i jego stronnikom stawić się z kadzidłami przed Przybytkiem obok Aarona, by Bóg sam rozsądził spór. Gdy stawili się w umówionym miejscu, głos Boga polecił Mojżeszowi i Aaronowi usunąć się wraz ze swoim ludem, po czym ziemia rozstąpiła się, a Szeol pochłonął Koracha, Abirama i Datana. Dwustu pięćdziesięciu ludzi, którzy przyłączyli się do Koracha, spalił natomiast ogień z nieba (Lb 16,16-35). Kadzielnice stronników Koracha zostały następnie przetopione na blachy stanowiące pokrywę ołtarza (Lb 17,1-5).
Miał trzech synów: Assira, Elkanę i Abiasafa, którzy dali początek rodowi Korachitów (Wj 6,24). Synowie Koracha nie przyłączyli się do buntu ojca i zostali oszczędzeni (Lb 26,11).
W Liście Judy (Jud 1,11) wymieniony jest obok Balaama i Kaina jako przykład ludzi bezbożnych.